# Emil Börner
Emil Reinhard Börner (* 23. Januar 1884 in Reichenau bei Hermsdorf/Erzgeb.; † 1967) war ein deutscher Lehrer und erzgebirgischer Mundartdichter. Er gilt als einer der Hauptvertreter der Dichtung in osterzgebirgischer Mundart.

## Leben und Werk
Er war der Sohn des Gemeindevorstehers Karl Louis Börner in Hermsdorf/Erzgeb. im Osterzgebirge. Nach dem Besuch der dortigen Volksschule und später des Lehrerseminars in der Stadt Pirna war er als Hilfslehrer und im Anschluss als Lehrer in Dresden tätig. Dort trat er 1952 in den Ruhestand. Im Ersten Weltkrieg war er in Mazedonien stationiert. Aus dieser Zeit hat sich sein Fotoalbum und sein Kriegstagebuch erhalten.
Börner verfasste in seiner Freizeit mehrere Lieder, Gedichte und Erzählungen in der Mundart seiner erzgebirgischen Heimat. 